# Griesheim (Offenburg)
Griesheim ist ein nördlich gelegener Ortsteil der Stadt Offenburg im Ortenaukreis (Baden-Württemberg).

## Geographie
Die Gemarkung hat eine Fläche von 5899,20 km².

### Nachbargemeinden
Die Grenze der Gemarkung verläuft im Norden gegen den Willstätter Ortsteil Sand, im Osten gegen Windschläg, im Südosten gegen Bohlsbach, im Süden gegen Bühl und Weier, im Westen erneut gegen Bühl und im Nordwesten gegen Willstätt.

## Geschichte
Erstmals wurde Griesheim 1242 erwähnt. Von 1807 bis 1810 gehörte Griesheim zur Verwaltungseinheit des Oberamtes Offenburg, von 1810 bis 1813 zum Amt Offenburg und von 1813 bis 1939 zur Verwaltungseinheit des Bezirksamtes Offenburg. Die Gemeinde Griesheim beschwerte sich 1830 über bei Willstätt errichtete Eisrechen in der Kinzig. Am 1. Dezember 1971 wurde Griesheim im Zuge der Gebietsreform nach Offenburg eingemeindet.

## Demographie
Einwohnerzahlen nach dem jeweiligen Gebietsstand.
| Jahr | Einwohnerzahl |
| ---- | ------------- |
| 1814 | 689           |
| 1834 | 842           |
| 1864 | 782           |
| 1913 | 782           |
| 1939 | 784           |
| 1961 | 986           |
| 1970 | 1.192         |

## Kultur und Sehenswürdigkeiten

### Bauwerke
- St.-Nikolaus-Kirche

### Religionen
Seit der Dekanatsreform am 1. Januar 2008 gehören Griesheim und die St. Nikolaus-Kirche zum Dekanat Offenburg-Kinzigtal und zudem zur Seelsorgeeinheit St. Ursula Katholische Kirchengemeinde.

## Wirtschaft und Infrastruktur

### Bildung
In Griesheim gibt es eine Grundschule.

## Persönlichkeiten

### Söhne und Töchter der Ortschaft
- Franz Knapp (1880–1973), Verwaltungsjurist und Politiker
- Madeline Juno (* 1995), deutsche Singer-Songwriterin